# Jeanette Gentele
Jeanette Julia Elisabeth Gentele Böhm, född Gentele 19 februari 1945, är en svensk barnskådespelare och journalist. Hon har tidigare arbetat som journalist på Sveriges Kommunistiska Partis tidning Gnistan, skrivit i Folket i Bild/Kulturfront, och är i dag filmkritiker i Svenska Dagbladet. 
Hon är dotter till regissören Göran Gentele i hans äktenskap med Dolly Sundblom och gift med regissören Stefan Böhm.

## Filmografi
- 1960 - Tre önskningar
- 1957 - Värmlänningarna